# عبده محمد عبد الله بشر
عبده محمد عبد الله بشر وزير الصناعة والتجارة اليمني وزير الصناعة والتجارة في حكومة الإنقاذ الوطني المشكلة في تاريخ 28 نوفمبر 2016. رئيس كتلة الأحرار البرلمانية في مجلس النواب اليمني عضو مجلس النواب اليمني من الفترة 1997 إلى 2016 وحتى انتخاب مجلس نواب جديد وعقد أولى جلساته وفقاً للدستور مقرر لجنة السلطة المحلية بمجلس النواب عضو منظمة المؤتمر الإسلامي رئيس منظمة عين الأحرار للحقوق والحريات والرقابة الانتخابية رئيس مركز سماء الأحرار للدراسات والبحوث الاستراتيجية رئيس مؤسسة الأحرار الاجتماعية التنموية عضو في المجلس التنفيذي الاعلى للمجلس الوطني عضو اللجنة الثورية العليا. رئيس تنظيم الأحرار، وعضو في مجلس النواب، عن الدورة البرلمانية 1997-2016 إلى الوقت الحالي عن الدائرة الانتخابية رقم (220) بمحافظة صنعاء.

## فترة المجلس
باتفاق عرف باسم «اتفاق فبراير» تمددت فترة المجلس لمدة عامين، وبقيام ثورة الشباب اليمنية لم تُجرَ الانتخابات، وبحسب اتفاق المبادرة الخليجية تمددت لمدة عامين آخرين حتى 2013.
وزير الصناعة والتجارة اليمنية 28 نوفمبر 2016.